# Plajzi
Plajzi su naselje u Hrvatskoj u sastavu Grada Delnica. Nalaze se u Primorsko-goranskoj županiji.

## Zemljopis
Nalazi se unutar nacionalnog parka Risnjaka. Jugoistočno je Biljevina, istočno je Gornji Okrug, sjeveroistočno je Razloški Okrug, sjeverno je Donji Okrug.

## Stanovništvo
| broj stanovnika |       |       |       |       |       |       |       | 5     | 14    | 14    | 10    | 10    | 6     |       |       |       |       |
|                 | 1857. | 1869. | 1880. | 1890. | 1900. | 1910. | 1921. | 1931. | 1948. | 1953. | 1961. | 1971. | 1981. | 1991. | 2001. | 2011. | 2021. |